# Чемпіонат світу з легкої атлетики 2019 — стрибки у довжину (жінки)

Переможна спроба Малайки Мігамбо

Змагання зі стрибків у довжину серед жінок на Чемпіонаті світу з легкої атлетики 2019 у Досі проходили 5-6 жовтня на стадіоні «Халіфа».

## Напередодні старту
На початок змагань основні рекордні результати були такими:
| WR | Галина Чистякова (URS)    | 7,52 | Ленінград | 11 червня 1988 |
| CR | Джекі Джойнер-Керсі (USA) | 7,36 | Рим       | 3 вересня 1987 |
| WL | Малайка Мігамбо (GER)     | 7,16 | Берлін    | 4 серпня 2019  |

Німкеня Малайка Мігамбо була беззаперечним лідером сезону, вигравши всі старти цього року та в шести з них стрибнувши за 7 метрів. Єдиною, хто міг реально посперечатись з нею за чемпіонство, називали американку Бріттні Різ, чотириразову чемпіонку світу, в активі якої в сезоні був стрибок на 7,00.

## Результати

### Кваліфікація
Найкраща спроба за підсумками відбору у двох групах кваліфікації була в активі Малайки Мігамбо (6,98). Умовами проходження до фіналу був стрибок на  6,75 (крім німкені, цю позначку подолали Есе Бруме та Торі Бові стрибками на 6,89 та 6,77 відповідно) або входження до 12 найкращих за результатом атлеток у обох групах кваліфікації. Бріттні Різ не змогла потрапити до фіналу, спромігшись стрибнути у найкращій спробі лише на 6,52.

### Фінал
У фіналі реноме лідерки сезону вкотре підтвердила Малайка Мігамбо.
| Місце | Атлетка                          | #1   | #2   | #3   | #4   | #5   | #6   | Результат | Примітки |
| ----- | -------------------------------- | ---- | ---- | ---- | ---- | ---- | ---- | --------- | -------- |
| 1     | Малайка Мігамбо (GER)            | 6,52 | х    | 7,30 | —    | 7,09 | 7,16 | 7,30      | WL       |
| 2     | Марина Бех-Романчук (UKR)        | 6,81 | x    | 6,77 | x    | 6,92 | 6,72 | 6,92      | SB       |
| 3     | Есе Бруме (NGR)                  | 6,83 | 6,91 | 6,90 | 6,87 | 6,84 | 6,45 | 6,91      |          |
| 4     | Торі Бові (USA)                  | 6,61 | 6,49 | х    | 6,81 | 6,65 | 6,57 | 6,81      | SB       |
| 5     | Анастасія Мирончик-Іванова (BLR) | 6,53 | х    | 6,76 | 6,70 | 6,55 | 6,71 | 6,76      |          |
| 6     | Аліна Ротару (ROU)               | 6,59 | 6,66 | 6,67 | х    | 6,71 | х    | 6,71      |          |
| 7     | Абігейл Ірозуру (GBR)            | 6,64 | х    | 6,59 | 6,59 | 6,60 | х    | 6,64      |          |
| 8     | Чаніс Портер (JAM)               | 6,30 | 6,44 | 6,56 | 6,44 | 6,24 | 6,47 | 6,56      |          |
| 9     | Шакіла Сондерс (USA)             | х    | 6,28 | 6,54 |      |      |      | 6,54      |          |
| 10    | Брук Страттон (AUS)              | 6,46 | х    | 6,42 |      |      |      | 6,46      |          |
| 11    | Шара Проктор (GBR)               | х    | 6,34 | 6,43 |      |      |      | 6,43      |          |
| 12    | Анастасія Нгуєн (HUN)            | х    | 6,26 | х    |      |      |      | 6,26      |          |